# CU Deportivo Provincial
O Deportivo Provincial é uma equipe que pertence o Club Union Deportivo Provincial de Empalme Lobos de Buenos Aires na Argentina.

## História
O Unión Deportivo Provincial Club foi campeão do campeonato argentino ao derrotar o Argentino de Rosario por 11 a 9 e, desta forma, foi qualificado para disputar a Copa Libertadores de América de 2017.